# Aleksandr Alekseev (pugile)
Aleksandr Vjačeslavovič Alekseev (in russo Александр Вячеславович Алексеев?; Tashkent, 30 aprile 1981) è un pugile russo.

## Palmarès

### Mondiali dilettanti
- 2 medaglie:
  - 1 oro (Mianyang 2005 nei pesi massimi)
  - 1 argento (Bangkok 2003 nei pesi massimi)

### Europei dilettanti
- 1 medaglia:
  - 1 oro (Pula 2004 nei pesi massimi)